# Nikolaj Ekk
Nikolaj Ekk (russisk: Николай Владимирович Экк) (født 14. juni 1902 i Riga i det Russiske Kejserrige, død 14. juli 1976 i Moskva i Sovjetunionen) var en sovjetisk filminstruktør og manuskriptforfatter.

## Filmografi
- Vejen til livet (Путёвка в жизнь, 1931)[1][2]
- Kvinderevolten (Груня Корнакова, 1936)